# Kuttenzins
Der Kuttenzins oder Thomaspfennig ist eine Abgabe, die die Einwohner von Stangerode (Sachsen-Anhalt) im Harz der Sage nach jährlich bezahlen mussten, weil Bauern aus dem Ort einen Mönch (einen Kellermeister) aus dem Kloster Konradsburg erschlugen, der ein Verhältnis mit einer Bauersfrau hatte. Der Sage nach führte der Geist des Mönches die Obrigkeit zu dem Ort, wo sie den Mönch verscharrt hatten. Zur Strafe mussten 13 Bauernhöfe jährlich zum Fest des Heiligen Thomas (deshalb auch Thomaspfennig) ein Bußgeld von je einem Pfennig zahlen. Die Sage entstand wahrscheinlich nach Aufgabe des Klosters im Jahr 1526 in der Folge der Bauernkriege.
Mit der Sage wurde folgender, bis ins 18. Jahrhundert bestehender Volksbrauch begründet. Am Abend (20. Dezember) vor dem Fest des Heiligen Thomas zog der Bauermeister durch den Ort und sammelte – laut „Gebt unserm Herrn den Thomaspfennig, den Kuttenzins!“ rufend- vor 13 Bauernhäuser des Ortes (der damals insgesamt rund 78 Höfe hatte) je einen silbernen kursächsischen Pfennig ein. Das Ganze entwickelte sich zu einer wilden Prozession des ganzen Ortes, der mit dem Geld zum zu Fuß zwei Stunden entfernten Endorf zog, wo das Gericht war. Der Gerichtsbeamte nahm gegen Mitternacht 6 Pfennige entgegen (sieben behielt der Bauermeister für sich, außerdem erhielt er in Endorf ein die 6 Pfennige weit übersteigendes Trinkgeld). In den Grundbüchern von Endorf stand, dass der Betrag vor Sonnenaufgang am St.Thomastag zu übergeben sei, jede Minute Verzögerung kostete eine Tonne Heringe.
Da es sich nach der Sage bei dem Erschlagenen um einen Mönch handelte, der für das Kloster Konradsburg die Abgaben einsammelte, und wegen des Begriffs Kuttenzins wird die Sage auf einem mittelalterlichen Grundzins beruhen, der ursprünglich dem Kloster, vielleicht auch schon vor dessen Gründung dem Burgherrn auf der Konradsburg zustand. Der Ortsname Stangerode weist auf einen Rodungsort hin. Es war üblich, gerodetes Land Siedlern zu überlassen, die zur Anerkennung der Oberherrschaft jährlich eine relativ geringe Abgabe zahlten. Soweit die Abgabe geistlichen Einrichtungen zustand, wurde sie in anderen Gegenden auch Kreuzpfennig  genannt. Gemeinsam war derartigen Abgaben, dass sie sich erheblich verteuerten, wenn nicht fristgerecht gezahlt wurde. Ursprünglich konnte eine Fristversäumnis vermutlich auch zum Verlust des überlassenen Grundbesitzes führen, weshalb derartige Abgaben auch Vahrpfennig bzw. Vahrschuld (von Gefahr) genannt wurden.